# 216 a. C.
El año 216 a. C. fue un año del calendario romano prejuliano. En el Imperio romano se conocía como el año 538 ab urbe condita.

## Acontecimientos
- Consulados de Lucio Emilio Paulo, cos. II, y Cayo Terencio Varrón en la Antigua Roma.[1]
- Aníbal el cartaginés inflige una gran derrota a la República romana en la batalla de Cannas.
- Tratado entre Aníbal y Filipo V tras la batalla de Cannas.
- Única ocasión en la historia en la que se nombran dos dictadores romanos, Marco Fabio Buteón y Marco Junio Pera, al mismo tiempo con la finalidad de afrontar la crisis de la batalla de Cannas.
- Después de cruzar los Alpes, Aníbal derrota en Cannas las tropas romanas, que sufren 50.000 bajas. Los cartagineses se instalan en Capua, que se ha pasado a su bando.[2]

## Fallecimientos
- Lucio Emilio Paulo, cónsul romano, muere en la batalla de Cannas.